# Randall (Wisconsin)
Randall – miasto w Stanach Zjednoczonych, w stanie Wisconsin, w hrabstwie Kenosha.